# 2023年エクアドル総選挙
2023年エクアドル総選挙（2023ねんエクアドルそうせんきょ、スペイン語: Elecciones presidenciales de Ecuador de 2023）は、2023年8月20日（第1回投票）および10月15日（決選投票）にエクアドルで行われた、大統領および国民議会議員の選挙である。本来であれば次の総選挙は2025年に実施される予定であったが、大統領令により2023年5月17日に国民議会が解散されたことに伴い、予定よりも2年前倒しで実施された。また、大統領選挙の第1回投票と同日に、ヤスニ生物圏保護区での石油採掘に関する国民投票と、キト郊外チョコ・アンディーノの森林での鉱物採掘に関する住民投票も合わせて実施された。

## 概要
2021年の総選挙で大統領に選出されたギジェルモ・ラソ大統領は、野党が弾劾手続きを進めたことに対抗する形で2023年5月17日に国民議会を解散した。これにより、予定よりも前倒しで大統領選挙と議会選挙が実施されることとなり、これを受けて選挙を管轄する国家選挙審議会は5月23日、大統領選挙の第1回投票と議会選挙を8月20日、大統領選挙の第1回投票で当選者が決定しなかった場合に行う決選投票を10月15日に実施すると発表した。
大統領選挙には8人が立候補したが、現職のラソ大統領は6月2日に不出馬を表明し、記者会見で「大統領選に出馬せず、この国の民主主義を守るために必要なことをしたい」と語った。8月20日の第1回投票では当選に必要な票数を集めた候補がいなかったため、10月の決選投票に進むこととなり、市民革命運動のルイサ・ゴンザレスと国家民主行動のダニエル・ノボアの2人が決選投票に残った。ゴンザレスは約33％の得票を集めて第1回投票で1位となった。ノボアは事前の世論調査では支持率が1桁台と低迷していたが、本番の投票では約24％の得票を集めて2位に入り、地元のメディアでは、若さに加えて討論会での主張の明確さによって有権者の支持を集めたと分析された。また、第1回投票と同日に、ヤスニ生物圏保護区での石油採掘に関する国民投票と、キト郊外チョコ・アンディーノの森林での鉱物採掘に関する住民投票が実施され、ヤスニ保護区での石油採掘の禁止と、森林での鉱物採掘の禁止がいずれも賛成多数で承認された。
ノボアは決選投票で約52％の票を集めてゴンザレスを抑え、大統領に選出された。ノボアは35歳で当選を果たし、エクアドル史上最年少で大統領に就任した。
大統領選直前の8月9日には、有力候補の1人であったフェルナンド・ビジャビセンシオが暗殺されるなど、近年の治安悪化が際立つ選挙となった。

## 背景
2023年5月17日、ギジェルモ・ラソ大統領は、野党の行った弾劾手続きで答弁を行った翌日、憲法の規定に基づく形で国民議会を解散した。これにより、予定よりも前倒しで大統領選挙と議会選挙が行われることとなった。5月18日、国家選挙審議会（CNE）は、8月20日を大統領選挙の第1回投票と議会選挙の暫定実施日とすることを発表した。
6月13日、ルイサ・ゴンザレスは、グアヤス県知事であり、市民革命運動の党代表であるマルセラ・アギニャガと共に大統領選への立候補を国家選挙審議会へ届け出る途中、国家警察により催涙スプレーや催涙ガスで襲撃される事件が発生した。彼女はキトの医療センターで治療を受け、無事に回復した。国家警察は、ゴンザレスの支持者の敵対的な行動から公共の安全と秩序を守るために、非致死性のスプレーを使用したと主張した。
選挙の期日まで残り2週間を切った8月9日、大統領選の候補者で、建設から立候補していたフェルナンド・ビジャビセンシオが、キト北部での選挙イベントの最中に銃撃され死亡した。大統領は3日間の服喪と非常事態を宣言したほか、治安維持に軍を動員した。建設は8月12日、暗殺されたビジャビセンシオに代わって、副大統領候補だったアンドレア・ゴンザレスを大統領選に擁立すると発表したが、8月13日にビジャビセンシオの友人でありキト出身のジャーナリストであるクリスチャン・スリタを大統領候補として擁立することとし、アンドレア・ゴンザレスは副大統領候補に留まった。

## 選挙制度
大統領は二回投票制によって選出される。第1回投票で過半数を獲得するか、40％以上の得票を得た上で2位の候補者に10％以上の差をつけた候補がいる場合、その候補が当選となる。そのような候補がいない場合は、決選投票が行われる。
国民議会の議員定数は137人で、エクアドル全土を単一の選挙区とした大選挙区から15人、各行政区画ごとに分かれた選挙区から116人の議員を選出し、残りの6人は海外の有権者の投票により選出される。すべての議席は厳正拘束名簿式の比例代表制によって選出され、得票数に応じてウェブスター方式により議席の配分が行われる。政党名簿には性別による割り当てがあり、男性と女性が交互に選ばれる（ジッパー方式）。少数派の代表のための割り当てはない。

## 大統領選候補者
5月17日の国民議会解散の翌日、レニン・モレノ元大統領の下で副大統領を務めていたオットー・ゾンネンホルツナーが立候補を表明した。ゾンネンホルツナーは民主左翼党の支持を得た。同日、元国民議会議員でジャーナリストのフェルナンド・ビジャビセンシオが、建設の支持を受けて立候補を表明した。
5月19日、現職のギジェルモ・ラソ大統領は、ワシントン・ポストの取材に対し、2023年の選挙には出馬しないことを表明した。元グアヤキル市長で、1992年と1996年の大統領選に出馬したハイメ・ネボットはキリスト教社会党からの出馬に関心を示したが、同党は5月21日に候補の擁立を見送り、実業家のジャン・トピッチの支援に回ることを表明した。
5月24日、実業家で元大統領候補アルバロ・ノボアの息子であるダニエル・ノボアが立候補を表明した。ノボアは国家民主行動から支持を受けた。翌25日には、元アスアイ県知事のヤク・ペレスがパチャクティック新国家運動から、29日には、ボリバル・アルミホスがAMIGO運動から、それぞれ立候補を表明した。
6月6日、ラソ大統領の政党・機会創造党は、自党から大統領候補の擁立を見送ることを発表した。
6月8日、キトを拠点とする実業家のシャビエル・エルバスが立候補を表明し、RETO運動の支持を受けた。
6月10日、ラファエル・コレア元大統領の率いる市民革命運動は、ホルヘ・グラスを大統領候補に指名したが、グラスはこれを辞退し、元国民議会議員のルイサ・ゴンザレスと経済学者のアンドレス・アラウスの2人を大統領候補として推薦した。最終的に党はゴンザレスを大統領候補、アラウスを副大統領候補に指名した。
7月13日、国家選挙審議会（CNE）は、アルミホス、ゴンザレス、エルバス、ノボア、ペレス、ゾンネンホルツナー、トピッチ、ビジャビセンシオの8人の候補者を正式に承認した。また、大統領選候補者の選挙運動期間は7月13日から8月17日までの36日間となることが告示された。
8月13日、建設は暗殺されたビジャビセンシオの後継として、ジャーナリストのクリスチャン・スリタを大統領候補に指名した。

### 当初の立候補者
| 候補者名                       | 年齢 | 出身               | 副大統領候補者名       | 所属党派                   | 肩書                           |
| ------------------------------ | ---- | ------------------ | ---------------------- | -------------------------- | ------------------------------ |
| ルイサ・ゴンザレス             | 45   | マナビ県           | アンドレス・アラウス   | 市民革命運動               | 前国民議会議員                 |
| ダニエル・ノボア               | 35   | サンタ・エレーナ県 | ベロニカ・アバド       | 国家民主行動               | 前国民議会議員、実業家         |
| ボリバル・アルミホス           | 47   | エスメラルダス県   | Linda Romero Espinoza  | AMIGO運動                  | 活動家                         |
| シャビエル・エルバス           | 50   | ピチンチャ県       | Luz Marina Vega Conejo | RETO運動                   | 実業家                         |
| ヤク・ペレス                   | 54   | アスアイ県         | Nory Pinela Morán      | パチャクティック新国家運動 | 元アスアイ県知事               |
| オットー・ゾンネンホルツナー   | 40   | グアヤス県         | Erika Paredes Sánchez  | 民主左翼党                 | 元エクアドル副大統領           |
| ジャン・トピッチ               | 40   | グアヤス県         | Diana Jácome Silva     | キリスト教社会党           | 実業家                         |
| フェルナンド・ビジャビセンシオ | 59   | ピチンチャ県       | アンドレア・ゴンザレス | 建設                       | 前国民議会議員、ジャーナリスト |

### 8月13日に補充された立候補者
| 候補者名             | 年齢 | 出身         | 副大統領候補者名       | 所属党派 | 肩書           | 備考                                                               |
| -------------------- | ---- | ------------ | ---------------------- | -------- | -------------- | ------------------------------------------------------------------ |
| クリスチャン・スリタ | 53   | ピチンチャ県 | アンドレア・ゴンザレス | 建設     | ジャーナリスト | 8月9日に暗殺されたフェルナンド・ビジャビセンシオに代わって立候補。 |

### 大統領候補として立候補しなかった人物
- アンドレス・アラウス（英語版） - 2021年の大統領選でラソに敗れていた[33]。ホルヘ・グラスからゴンザレスと共に候補者に指名されていた[30]が、ゴンザレスの副大統領候補に回った。
- ホルヘ・グラス（英語版） - 2013年から2018年まで副大統領。立候補を打診されたが辞退し、ゴンザレスとアラウスを候補者に推薦した[30]。
- レオニダス・イサ（英語版） - エクアドル先住民族連盟（英語版）（CONAIE）代表[34]。候補者に推薦されていたが、立候補を撤回した[35]。
- ペドロ・ホセ・フレイレ（英語版） - 2021年の大統領選候補者。トピッチの支援に回った[36]。
- ギジェルモ・ラソ - 現職の大統領であったが、立候補を見送った[4]。
- エドゥアルド・マルリ（英語版） - 元バルセロナSC[注釈 6]会長。「国が経験している混乱と不安に無関心でいられない」と立候補を表明したが、後に撤回し、ゾンネンホルツナーを支持した[37]。
- ハイメ・ネボット（英語版） - 元グアヤキル市長、元国民議会議員、元グアヤス県知事。キリスト教社会党（英語版）からの出馬に意欲を示したが、同党は大統領選への候補者の擁立を見送った[26]。
- サルバドール・キシュペ（英語版） - 元国民議会議員、元サモラ・チンチペ県知事。パチャクティック新国家運動（英語版）の主要候補とされたが、立候補のための内部要件を満たしていないとして見送られた[38]。

## 選挙結果

### 大統領選挙

10月15日の決選投票におけるそれぞれの候補への投票率の分布。紫が濃い地区ではノボアが、水色が濃い地区ではゴンザレスが優勢であった。

| 候補者                       | 所属政党                   | 得票数     | 得票率 | 得票数     | 得票率 |
| ダニエル・ノボア             | 国家民主行動               | 2,315,296  | 23.47% | 5,251,695  | 51.83% |
| ルイサ・ゴンザレス           | 市民革命運動               | 3,315,663  | 33.61% | 4,880,525  | 48.17% |
| クリスチャン・スリタ         | 建設                       | 1,614,434  | 16.37% |            |        |
| ジャン・トピッチ             | キリスト教社会党           | 1,446,812  | 14.67% |            |        |
| オットー・ゾンネンホルツナー | 民主左翼党                 | 696,548    | 7.06%  |            |        |
| ヤク・ペレス                 | パチャクティック新国家運動 | 391,674    | 3.97%  |            |        |
| シャビエル・エルバス         | RETO運動                   | 48,428     | 0.49%  |            |        |
| ボリバル・アルミホス         | AMIGO運動                  | 35,785     | 0.36%  |            |        |
| 有効票数（有効率）           | 有効票数（有効率）         | 9,864,640  | 91.19% | 10,132,220 | 91.49% |
| 無効票数（無効率）           | 無効票数（無効率）         | 732,478    | 6.77%  | 858,394    | 7.75%  |
| 白票数（白票率）             | 白票数（白票率）           | 220,717    | 2.04%  | 84,178     | 0.76%  |
| 投票総数（投票率）           | 投票総数（投票率）         | 10,817,835 | 82.92% | 11,074,792 | 82.36% |
| 有権者数                     | 有権者数                   | 13,045,553 | 100.0% | 13,446,682 | 100.0% |
| 出典：CNE                    |                            |            |        |            |        |

## 選挙結果の詳細

### 第1回投票
8月20日、ルイサ・ゴンザレスが約33％の得票率で1位、ダニエル・ノボアが約24％の得票率で2位となり、10月の決選投票に進んだ。ゴンザレスにはラファエル・コレア元大統領が強い影響力を持っており、コレア政権時代の政策を復活させると公約していた。ノボアは事前の世論調査では8人中5位以上に入ったことがなく、前評判は高くなかったが、選挙中の討論会などで結果を残したことで、有権者の支持を集めた。選挙期間中には大統領候補のフェルナンド・ビジャビセンシオが暗殺されたことから、治安対策に注目が集まった。ゴンザレスが大統領に選出されれば女性初の大統領、ノボアが選出されれば、35歳とエクアドル史上最年少の大統領となることが注目された。
国民議会では、市民革命運動が約40％の得票を得て1位となり、建設が約20％の得票でこれに続いた。また、第1回投票の投票用紙には、ヤスニ生物圏保護区での石油採掘に関する国民投票と、キト郊外チョコ・アンディーノの森林での鉱物採掘に関する住民投票も含まれており、ヤスニ保護区での石油採掘の禁止は59％弱の賛成票、森林での鉱物採掘の禁止は68％の賛成票を得て、いずれも可決されることとなった。ヤスニでの採掘を停止することにより、エクアドルにおける石油産出量の約12％を失う見込みと報じられた。
国外在住のエクアドル人を対象とした在外投票では、電子投票システムに問題があり、投票できないと多くの有権者が不満を訴えたことを受けて、投票結果を無効とする判断がなされた。国家選挙審議会（CNE）は8月23日、大統領選の決選投票が行われる10月15日に、国外有権者を対象とした投票のやり直しを行うことを決定した。このトラブルの原因は、インド、パキスタン、中国を含む複数の国からサイバー攻撃を受けたことによるものと報じられた。

### 決選投票
決選投票の結果、ダニエル・ノボアがエクアドル史上最年少の35歳で当選を果たし、「国民は安全と雇用のある国を選択した」と勝利宣言を行った。ノボアは「新しい政治計画、若い政治計画、あり得ない政治計画」を信じた国民に感謝の意を示し、「国に平和を取り戻し、若者に再び教育を与え、雇用を求める多くの人々に雇用を提供すること」を目標として掲げた。その目標の達成のため、暴力・腐敗・憎悪によって深刻な打撃を受けた国家の再建に直ちに着手すると語った。